# Cardiocladius africanus
Cardiocladius africanus är en tvåvingeart som beskrevs av Freeman 1955. Cardiocladius africanus ingår i släktet Cardiocladius och familjen fjädermyggor. Inga underarter finns listade i Catalogue of Life.